# Dave Williams (Gotowe na wszystko)
Dave Williams, wcześniej David Dash – postać fikcyjna, bohater serialu Gotowe na wszystko. Grał go Neal McDonough.

## Charakterystyka
Jest jedna rzecz, którą wszyscy na przedmieściach potrafią docenić: dobry sąsiad. Sami wiecie, taki, który potrafi zanieść ostatnią torbę zakupów, albo przynosi przez pomyłkę dostarczone do niego listy, albo proponuje, że skosi wam trawnik. Tak, każdy docenia dobrych sąsiadów. Nikt nie wiedział o tym lepiej niż Dave Williams, który postawił sobie za cel bycie najlepszym sąsiadem, jaki kiedykolwiek pojawił się na Wisteria Lane.

Wylądowałam tu [w szpitalu] przez tego sukinsyna. (...) Musimy na niego uważać, jest niebezpieczny.

Nie podoba mi się ten Dave. Przeraża mnie.

## Przeszłość
David „Dave” Dash najprawdopodobniej urodził i wychował się na farmie na środkowym zachodzie kraju. Miał brata, Stevena, który zmarł w więzieniu.
W 1998 roku pojął za żonę Lilę. Ślubu udzielał im ksiądz Drance. Urodziła im się córka Paige, w tym samym szpitalu i tej samej chwili co Maynard James Delfino.
Susan i Lila, w ciągu trzech kolejnych lat od narodzin swoich dzieci, często przebywały w tych samych miejscach, lecz nigdy nie nawiązały kontaktu. Okoliczności finalnego spotkania tych dwóch kobiet, okazały się tragiczne. Susan zabrała swego męża do restauracji, by uczcić ich czwartą rocznicę ślubu. W tym samym czasie Lila i Paige pojechały po lody, a Dave pracował w domu. Ich samochody, w wyniku przewróconego znaku „stop”, zderzyły się na skrzyżowaniu Canterbury Road i ulicy dwunastej w Mount Pleasant.
Wypadek spowodował śmierć żony i córki Dave’a. Dash dowiedział się o nim od policji. W szpitalu niestety potwierdzono mu stratę najbliższych. Wpadł w szał i nie był nawet na pogrzebie rodziny. Poprzysiągł zemstę Mike’owi.
Trafił do szpitala psychiatrycznego na dwanaście miesięcy w Bostonie, pod opiekę doktora Hellera. Wypuszczono go w 2012 roku, pod warunkiem co miesięcznych telefonów do swego lekarza i zakazu powrotu do Fairview. Jako mówca motywacyjny w Los Angeles poznał Edie Britt. Poślubił ją gdy dowiedział się, że sama mieszkała kiedyś na Wisteria Lane. Oświadczył się, skonsumował związek i skutecznie namówił ją do powrotu do Fairview, 4362 Wisteria Lane.

## Sezon 5
Dave sprowadził się na Wisteria Lane wraz z drugą żoną, Edie Williams. Skutecznie pozbył się dotychczasowego najemcy pana Raymonda. Dał się poznać Lynette, Gabrielle, Bree i Susan, które były mu wdzięczne za to jak zmienił Edie. Ta dowiedziała się, że przyjęcie w pizzerii Scavo urządzono w stylu „wybaczamy ci”, nie „prosimy o wybaczenie”. U Edie szybko narosła furia i sytuację ugasił Dave, zabierając ją na zaplecze. Uspokojona przez męża, na pytanie po co się tu sprowadzili, odpowiedział, że mogą być tu szczęśliwi.
Dave porwał nawet kota Karen gdy ta obraziła Edie i tym wymusił przeproszenie małżonki. W międzyczasie sam zauważył, że Karen staje się dociekliwa o jego przeszłość. Musiał się jej pozbyć.
W międzyczasie zaczął formować zespół muzyczny złożony z mężczyzn mieszkających na uliczce. Gdy Lynette doprowadziła do tego, że Tom przejechał autem swoją starą gitarę, sam kupił mu nową i sprawił, że Lynette mu ją wręczyła. Dave nakłonił Toma by namówił Mike’a do dołączenia do zespołu. Gdy nie mógł dołączyć ze względów czasowych i dojazdowych, Dave kupił dom przy 4352 Wisteria Lane. Jako anonimowy właściciel, pozwolił byłemu mężowi Susan zamieszkać w nim z niskim czynszem.
Dave wpadł na pomysł urządzenia Karen jej siedemdziesiątych urodzin. Edie zabrała staruszkę na drinka a Karen odrzuciła ofertę przyjaźni Dave’a. W domu Susan, gdzie było przyjęcie, napadła na niego, gdyż wcześniej poprzestawiał przedmioty w jej domu. Staruszkę zabrała karetka a sam miał wolne ręce w realizacji swego planu.
Dave próbował zacieśnić relację z Mikiem i zrobił wkrótce logo zespołu „błękitna odyseja”. Edie dowiedziała się, że taką nazwę miała grupa jego brata z liceum. Steve był wspaniałym facetem, ale pogrążyła go narkomania. Poszedł do więzienia i tam spotkał swego mordercę. Sąd uznał to za obronę własną i dlatego mężczyzna, który zabił, wyszedł na wolność.
Dave oznajmił zespołowi, że wystąpią w klubie „biały koń”. Casting ich dotyczył, bo Edie była przyjaciółką Anne Schilling, żony Warrena, który był właścicielem klubu.
Dave pozbył się też swojego terapeuty doktora Hellera w dniu wystąpienia w klubie. Podpalił jego ciało by ukryć popełnione na nim morderstwo oraz uratował Mike'a Delfino, który to wcześniej sam próbował odszukać chłopaka Susan.
Detektywi Lyons i Collins (David M. Fabrizio) poszukiwali sprawcy. Dave zaprzyjaźnił się z Mikiem i wskazał detektywom Portera Scavo jako sprawcę pożaru.
Mężczyzna doznał też wizji Lily i Paige Dash, przez co zranił się szkłem od lampy. Lynette podsłuchała go gdy mówił do nich na ganku swego domu. Odwiedził groby pierwszej żony i córki. Przysiągł im, że zrealizuje plan, który zniszczy Mike’a Delfino, a potem połączy się z nimi.
Dave zaczął tracić rozum i szeptać do Lily i Paige, że je kocha. Nazajutrz wyjawił Edie, że już był żonaty. Edie poczuła się zdradzona i oszukana. Rozkazała mu wyprowadzić z jej domu. Dave idąc ulicą zauważył Karen McCluskey, która wróciła już do siebie od siostry, Roberty Simonds.
Dave Williams martwił się, że jego marzenie o zemście zostało zniszczone. Na szczęście dla Dave’a, przeznaczenie miało poczynić własne kroki i Mike zaproponował mu zamieszkanie u siebie. Przekonał też Katherine Mayfair, by została na uliczce i nie przeprowadzała się do Baltimore do córki. Nazajutrz Edie przyszła pod dom Mike’a i oświadczyła mężowi, że bez względu na jego przeszłość nie chce z niego rezygnować i pragnie szczęśliwego zakończenia. Dave wrócił do domu żony, po czym wyjechali na Bahamy. Po powrocie Dave przekazał żonie informacje o śmierci Eliego Scruggs.
Bob Hunter przekazał Lee, że po uniewinnieniu Portera, przejrzał materiały prokuratora. Jedynym świadkiem, ogniwem które łączyło syna Lynette z pożarem był Dave. Porter tak naprawdę nie był nawet wewnątrz budynku. Lee powiedział sąsiadowi wszystko co usłyszał. Tom uderzył Dave’a w twarz w jego domu. Dave chciał szukać porozumienia. Tom to odrzucił, zarzucając mu, że nie wie kim jest po czym odszedł. Nazajutrz Edie zapytała się o jego poprzednie małżeństwo. Odpowiedział, że z pierwszą żoną miało być jak w bajce, ale związek z Edie jest bardziej prawdziwy i życiowy.
Dave zwodził sekretarkę Hellera (Erin O'Shaughnessy) odpisywaniem na jej sms-y i zaproponował Mike'owi camping wraz z Katherine. Edie się nie zgodziła. Williams napisał do sekretarki jako doktor Heller, że wróci przed 15. dniem miesiąca. Mężczyzna wziął ze sobą pistolet.
Mike przeprowadził się do domu Katherine. Edie i Dave zostali zaproszeni na wyprawione przez Katherine przyjęcie. Mike posłał ich po alkohol i w sklepie monopolowym spotkali księdza Drance.
Williams planował to morderstwo od lat. Plan zakładał, że miał zwabić Mike’a Delfino i Katherine Mayfair do domku w lesie. Rankiem, udawać, że śpi, gdy zakochani wybrali się na spacer. Dave miał przygotować broń, którą wcześniej ukrył i wyruszyć tropem swej zwierzyny. Miał zaczekać aż para zechce odpocząć. Pozostawało mu już tylko pociągnięcie za spust i złamanie serca mordercy jego żony. Wezwana na miejsce policja miała wspomnieć o kłusownikach grasujących po okolicy, a Dave spokojnie odwieźć Mike’a do domu, rozkoszując się jego cierpieniem.
Strzał chybił celu, gdyż w tej samej chwili Edie napisała do męża, że wie wszystko i ma wracać do domu. Trójka wróciła do Fairview, gdzie Edie odkryła prawdę o mężu i zamierzała ją przekazać Mike'owi. Dave wyrwał jej telefon i zaczął przez chwilę dusić. Gdy przestał, wybiegła i zginęła od prądu, gdyż trafiła autem w słup elektryczny.
Sąsiadki starały się nie zapomnieć o owdowiałym sąsiedzie. Ten powiedział Mayer, że sprzeda dom i zysk przekaże na fundusz edukacyjny dla Traversa. Susan chciała zapobiec domniemanemu przez nią samobójstwu Dave'a, gdyż zauważyła broń w jego domu. Zabrała ją, noże kuchenne i paski z jego domu. Policją ją aresztowała i oddała niektóre z rzeczy. Susan przyznała się mu, że to ona a nie Mike prowadziła auto gdy doszło do wypadku, przez którego jego rodzina zginęła a jej małżeństwo się rozpadło. Susan nie mogła znaleźć prawa jazdy, dlatego Mike skłamał, że to on prowadził. Dave postanowił upozorować utonięcie syna Susan i Mike'a, by zranić sąsiadkę.
Lyons i Collins tymczasem zidentyfikowali ciało doktora Hellera i Dave zaprzeczył im by miał kontakt z Jacksonem Braddockiem, którego poszukiwali. Zaniemówił, gdy Jackson nieoczekiwanie wrócił i zaręczył się z Susan. Na jego szczęście, Dave słyszał przez telefon Katherine, jak Susan wyznała prawdę o swoim przyszłym małżeństwie.
Sekretarka Hellera dowiedziała się o śmierci swego szefa. Zadzwoniła do siostry Karen. Roberta i McCluskey włamały się do domu zmarłej Edie, gdzie Lyons i Collins ich nakryli. Na komisariacie funkcjonariusze dowiedzieli się od Jacksona, że widział Dave'a na zapleczu klubu przed pożarem. Karen i Roberta potwierdziły, że ten sam Dave wprowadził się na tę sama ulicę co Mike.
Tymczasem Dave Williams pragnął wybaczenia, ale dopiero wtedy gdy dopuści się niewybaczalnego. Dlatego sporządził nagranie. Dave Williams chciał aby wszyscy mu wybaczyli. Wręczył ją Mike'owi, którą to Katherine przez przypadek zabrała by nagrali swój ślub w Las Vegas. Sam zabrał Susan i M.J.-a na przejażdżkę. Mike przez przypadek odtworzył nagranie na lotnisku i rzucił się na ratunek rodzinie. Ostrzegł Susan przed Dave'em. Ta próbowała go powstrzymać, ale bezskutecznie. Spotkanie z Mikiem miało się odbyć w tym samym punkcie gdzie Lila i Paige straciły życie. Dave przywiązał Susan do znaku drogowego by widziała jak Mike wjedzie z pełną prędkością w bok jego samochodu z ich synem w środku. Po uderzeniu, okazało się, że Dave wypuścił chłopca, gdyż w lusterku dostrzegł Paige. Siedząc w rozbitym aucie, stworzył sobie wizję, swej rodziny, gdzie Lily nie pojechała po lody. Mężczyznę − pogrążonego w tej wizji − zamknięto w szpitalu dla psychicznie chorych w Bostonie.

## Ciekawostki
- Imię „Dave Williams” zostało już wspomniane w przeszłości. W pierwszym odcinku drugiego sezonu Ida Greenberg trzymała butelkę z whisky, która miała nalepkę z tym napisem.
- Paul Young, Dave Williams i Roy Bender to jedyni bohaterowie w historii serialu, którzy zostali dwa razy wdowcami. W przypadku Paula i Dave’a, przyczyna śmierci drugiej żony każdego z nich była podobna jak w przypadku pierwszej małżonki.
- Neal otrzymał rolę bez castingu. Marc Cherry znał jego karierę. Spotkali się razem w restauracji i w trakcie posiłku otrzymał rolę[13].

## Powiązane z postacią

### Ksiądz Drance
Ksiądz Drance (Don Moss) to ksiądz w kościele Fairview. Znajomy Dave’a, który prawdopodobnie udzielał mu ślubu z Lilą.
Sezon 5
Edie i Dave spotkali go w sklepie z alkoholami. Dave oznajmił mu, że zmienił się i ma nowe życie oraz chce by tak zostało, po czym ksiądz odszedł. Edie spotkała go ponownie w kościele i tam przez przypadek wyjawił jej, że Dave miał na nazwisko „Dash” i sądził, że „Williams” jest jej panieńskim nazwiskiem, przy którym pozostała.

### Lila i Paige Dash
Lila i Paige Dash (Marie Caldare i Madeleine Michelle Dunn) to pierwsza żona Dave’a oraz 3-letnia córka Dave’a i Lily. Lila urodziła się w 1973 roku. Ukończyła liceum w Mount Pleasant i uniwersytet Eagle State z wyróżnieniem w 1993 roku. Była nauczycielką w szkole podstawowej, uwielbianą przez dzieci i kadrę oraz rodziców. W 1998 roku poślubiła Davida Dasha. Oboje byli metodystami. Tego samego dnia co Susan Delfino – w maju 2008 roku – urodziła córkę Paige. Ich ścieżki krzyżowały się przez następne lata. O mało nie poznały się w miejscowej kawiarni. Kiedy indziej, u weterynarza. Później na trybunach Flyersów z Fairview. Pomimo wielu okazji, Susan i Lila nigdy się nie spotkały. Dopiero gdy Susan i Mike mieli uczcić 4. rocznicę ślubu, a Lila i Paige wyjechały po lody, ich auta zderzyły się, powodując śmierć tych drugich na skrzyżowaniu Canterbury Road i ulicy dwunastej w Mount Pleasant.
Sezon 5
Obie ukazały się Dave'owi trzy razy. Gdy Edie przekazała, że aresztowano Portera Scavo za podpalenie klubu „Biały Koń”. Podczas wstępu do procesu chłopaka, gdy Lynette „pożyczyła bluzkę” od Edie a w rzeczywistości oddała jej rewolwer do szuflady. Schodząc, usłyszała jak Dave mówi do nich, że to nie jest odpowiedni moment, jutro do nich przyjdzie oraz wciąż je kocha. Odwiedził ich groby. Znacznie później, gdy plan Dave'a rozpadł się jak domek z kart, zadała mu pytanie, czy to ważne czy go dopadną czy nie, bo sądziła, że zrobił to wszystko dla nich i powinni być razem.

### Samuel Heller
dr Samuel Heller (Stephen Spinella) to psychiatra z Bostonu, który leczył Dave'a Dasha po śmierci jego żony i córki.
Sezon 5
Specjalizował się w kryminalnych przypadkach. Był lekarzem Dave’a w latach 2011–2012. Wypuścił on go ze szpitala, po leczeniu załamania nerwowego, ale zobowiązał do zakazu powracania do Fairview. Dzięki Robercie Simonds, odkrył, że Dave złamał tę regułę. Na miejscu zbadał sprawę i odkrył, że Dave zmienił nazwisko na „Williams”, zamieszkał w Fairview i został okłamany, że jego nowa żona, Edie, poznała przeszłość małżonka. Heller rozpoznał na plakacie zespołu „Błękitna Odyseja” mężczyznę, którego ścigał Williams. Zażądał rozmowy z nim, ale Dave zaprowadził go na zaplecze baru i tam udusił go. Zwłoki oblał alkoholem, podłożył ogień i zakluczył zaplecze. Klub „Biały Koń” został strawiony przez pożar. Pozostała jednak zagadka znalezionego wewnątrz jednego z ciał. Detektywi oznaczyli ciało jako John Doe A – 37. Od miesięcy starali się ustalić jego tożsamość. Odkryli, że nie było w jego płucach dymu, przez co zmarł przed pożarem. Pewnego dnia dostali zgłoszenie z parkingu o danych osoby, która wypożyczyła sedana i odholowano go z pewnego parkingu. Jego zaginięcie zgłoszono cztery miesiące wcześniej. Dokumentacja dentystyczna potwierdziła teorie detektywów. W związku z tym pojawił się jeszcze jako halucynacja Dave’a. Powiedział swemu mordercy, że wreszcie zidentyfikowano jego ciało i policja go schwyta.